# Станоевич, Бранислав
Бранислав Станоевич (серб. Бранислав Станојевић; 9 августа 1893, Иваница — 23 марта 1967, Белград) — югославский сербский врач, доктор медицинских наук, профессор медицинского факультета Белградского университета и его декан в 1952—1954 годах.

## Биография
Родился в учительской семье. Окончил начальную школу в Иванице и гимназию в Белграде. Изучать медицину начал в Гейдельберге, однако после начала Первой мировой войны покинул город и ушёл на фронт воевать в сербской армии. Служил санитаром в батальоне, дважды награждён медалью «За ревностную службу». Работал изначально врачом в Сурдулице, затем продолжил обучение в Праге и получил в 1922 году диплом врача. Докторскую диссертацию защитил в 1924/1925 годах, после возвращения на родину назначен ассистентом в клинике профессора Александра Радосавлевич. Работал также в клинике профессора Александра Игнятовского.
С 1940 года Станоевич — заместитель председателя Сербского медицинского общества. С 1945 по 1964 годы (до выхода на пенсию) — управляющий внутренней клиники Белградского университета. В 1952—1954 годах — декан медицинского факультета Белградского университета, затем начальник внутренней клиники. Состоял в ряде многих научных комиссий, участвовал в ряде отечественных и зарубежных конгрессов, возглавлял ревматологическое отделение. Почётный председатель общества ревматологов Югославии. Главный редактор Сербского архива в 1946 и 1951—1852 годах. С 1957 года — заведующий кафедрой внутренней медицины медицинского факультета Белградского университета.

## Научная деятельность
В 1949 году Браниславом Станоевичем было открыто ревматологическое отделение в Сербском медицинском обществе, и он возглавлял как это отделение, так и общество ревматологов Югославии. Им было открыто и ревматологическое отделение при 1-й внутренней клинике Белграда, где проводилась современная диагностика и терапия ревматических заболеваний (в том числе ревматоидного артрита). Он опубликовал более 100 научных работ в югославской и зарубежной литературе, в том числе и две монографии по ревматологии:
- Наблюдение за больными сифилисным артритом крестцово-подвздошных сочленений (серб. Приказ болесника са сифилисним артритисом оба сакроилијачна зглоба, 1929)
- Диагностическое значение реакции нервного тика при ревматических заболеваниях (серб. Дијагностичка вредност кути-реакција код реуматичких обољења, 1930)
- Хронический ревматизм и ревматические заболевания (серб. Хронични реуматизам и реуматичка обољења, 1951) — монография
- Болезни опорно-двигательного аппарата, ревматические заболевания и остеопатия (серб. Болести локомоторног апарата, реуматичке болести и остеопатије, 1958) — учебник